# Museo de la Lavanda
El Museo de la Lavanda propone una colección permanente que reúne una gran exposición de piezas de colección del mundo lavandícola, de la destilación y de la perfumería. Se encuentra situado en la comuna de Coustellet, en el departamento de Vaucluse, en Francia.
El museo ofrece visitas temáticas o con audioguía, talleres, conferencias, actividades y diversos eventos a lo largo del año, presentando la verdadera lavanda fina de Provenza (Lavandula Officinalis).

## Historia
Desde 1991, el Museo de la Lavanda recibe a los visitantes en Coustellet (a veinte kilómetros de Aviñón), en el corazón del Parque natural regional del Luberon. Este museo está enteramente dedicado a la lavanda fina, su historia, su perfume, sus virtudes y su cultura.

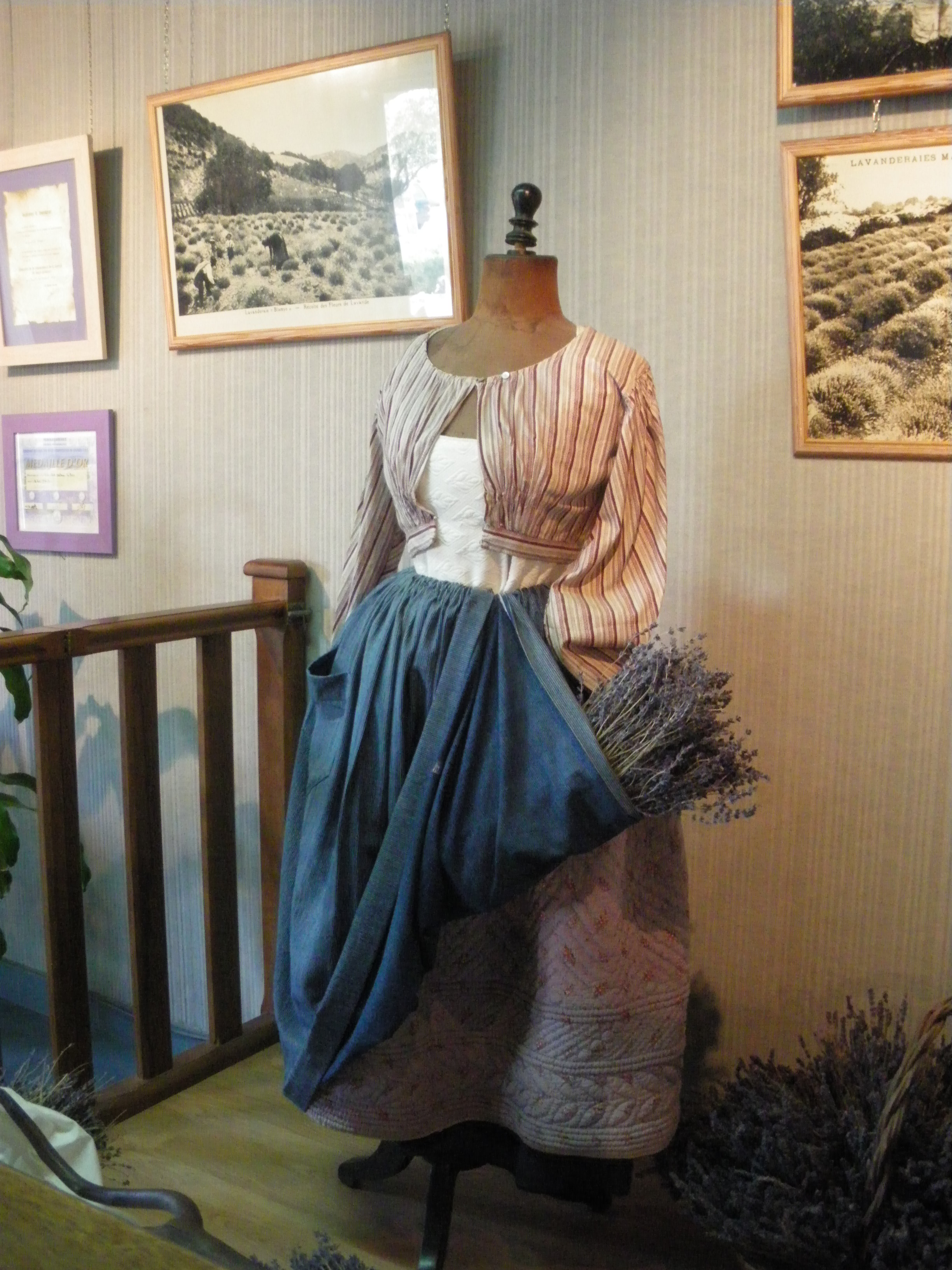
Traje de recolectora de lavanda.

Georges Lincelé, fundador del Museo de la Lavanda en 1991, es un provenzal originario de Apt, que procede de una familia de productores y destiladores desde 1890. El museo fue creado para devolver todo su valor a la lavanda fina, una planta endémica de la Provenza. Gran coleccionista, sus investigaciones se centraron en todos los objetos relacionados con la historia de la lavanda y sobre la única región productora de lavanda fina, la Provenza.

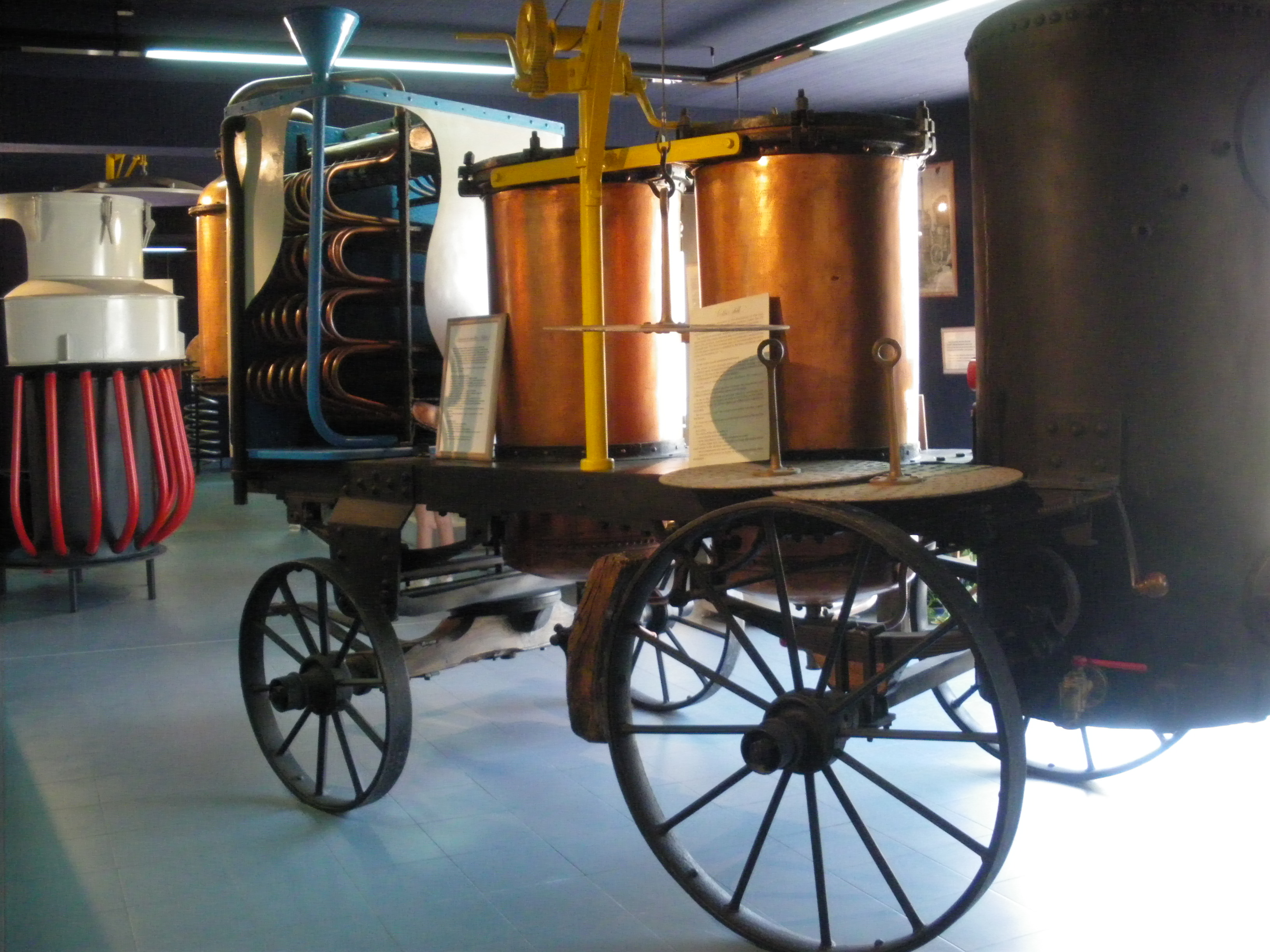
Alambique móvil.

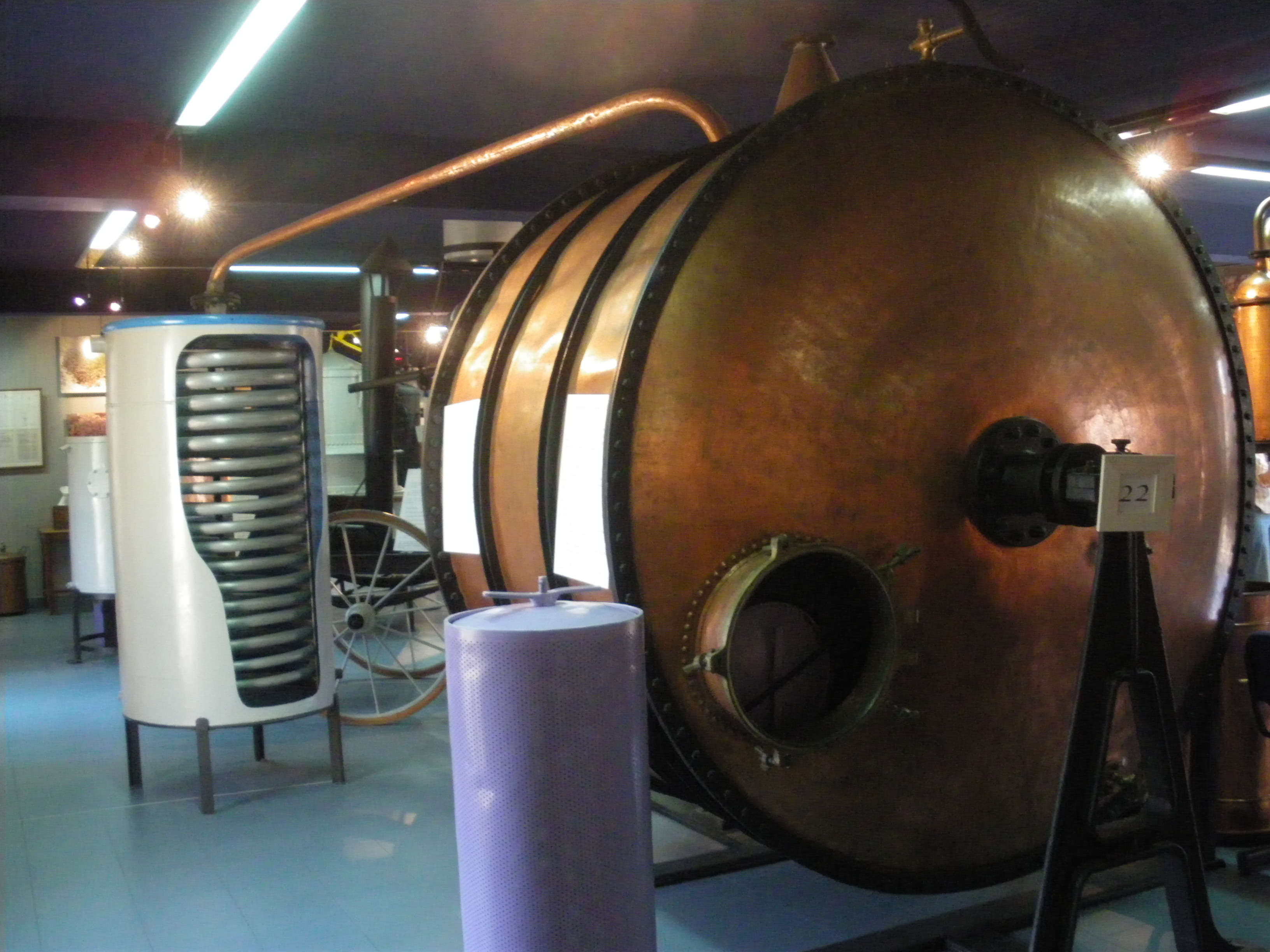
Alambique de esencia.

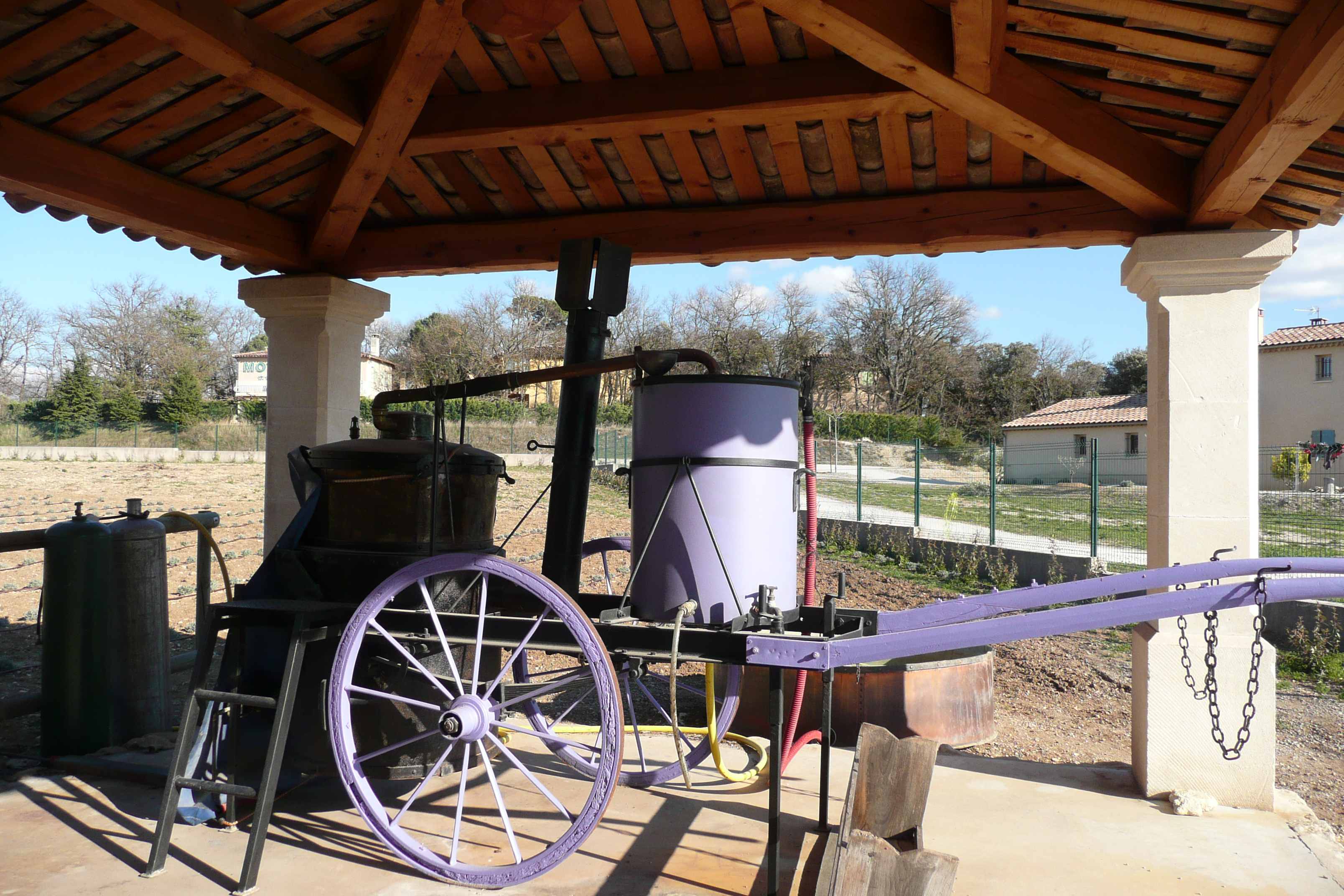
Alambrique móvil en el exterior del museo.

En una edificación de estilo provenzal y un jardín mediterráneo, el museo permite la puesta en escena del conjunto y la apertura al público. El museo forma parte de la propiedad lavandícola de 110 hectáreas de la familia Lincelé, Le Château du Bois, que confirma una producción fina y natural a través de su denominación de origen protegida (AOP) de la Alta Provenza.

## Colecciones
El museo posee varias colecciones relacionadas con la lavanda:
- la colección más importante de alambiques, para la destilación y producción del aceite esencial, desde el siglo XVII hasta nuestros días,[6]
- equipos agrícolas, relacionados con la cultura del cultivo y la recolección de la lavanda,
- etiquetas y material de comercialización para la lavanda y sus aceites esenciales,
- trajes tradicionales.

También algunos objetos casi únicos como una Rueda Garnier de 1902.

## Actividades
Además del museo, y su tienda, se ofrecen diversas actividades durante la temporada de cultivo y producción: presentación de los diferentes tipos botánicos de lavanda, destilación in situ mediante alambiques móviles, organización de visitas educativas de descubrimiento y talleres sensoriales.
El museo cuenta con la insignia Qualité Tourisme et Tourisme et Handicap. Recibe aproximadamente 50 000 visitantes anualmente.